# Christoph Daniel Schenck

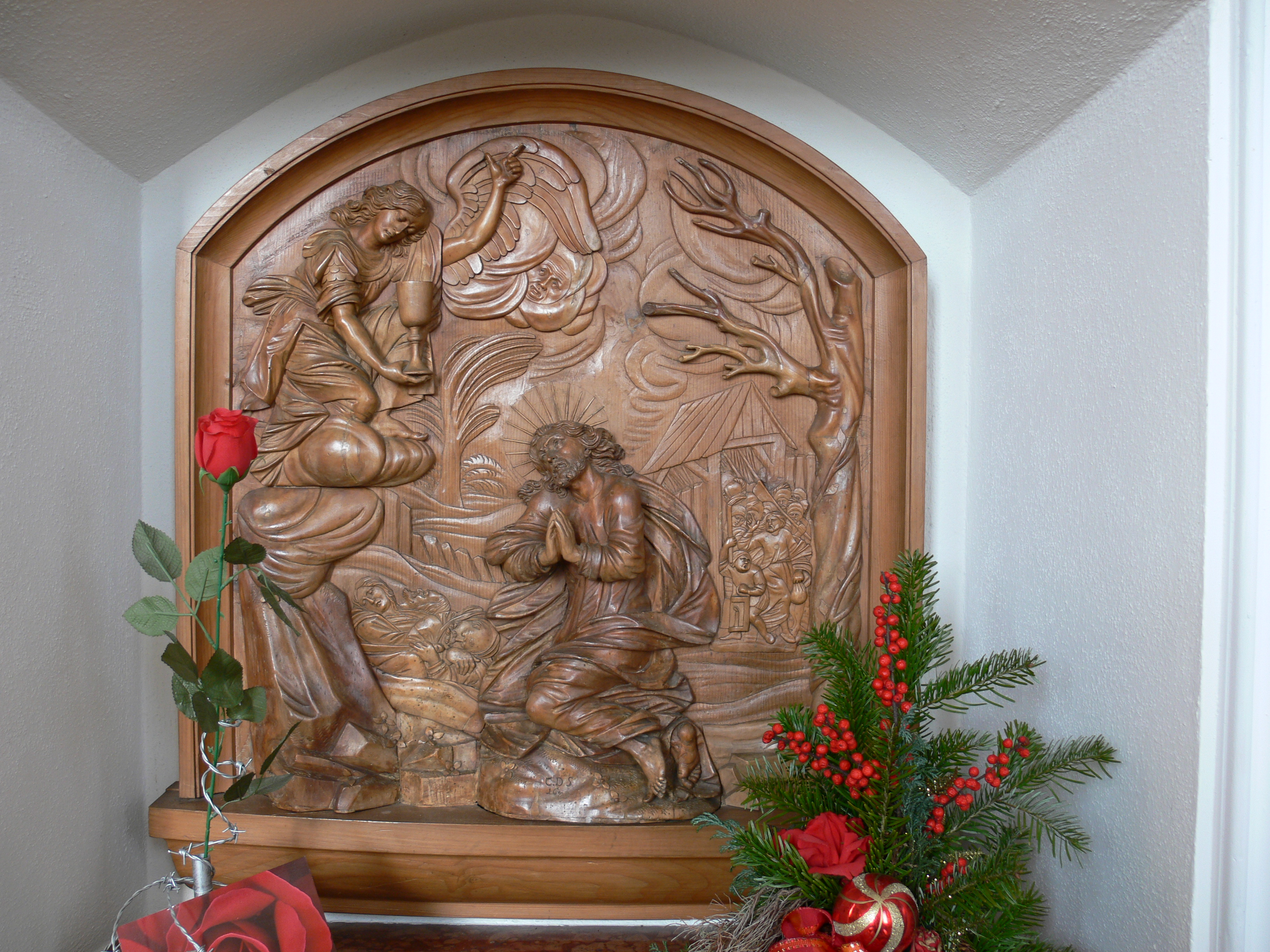
Relief Christus am Ölberg, Pfarrkirche Kluftern

Christoph Daniel Schenck, auch Christophorus Schenck, Christoph Daniel Schenk, (* vor 26. August 1633 in Konstanz; † 1691 ebenda) war ein deutscher Bildhauer des 17. Jahrhunderts und wurde mit seiner barocken Sakralkunst bekannt.

## Leben
Christoph Daniel Schenck entstammte einer Bildhauerfamilie, die hauptsächlich im Gebiet des Bodensees, Oberschwaben und der Nordschweiz tätig war. Ausgebildet von seinem Vater wurde er bekannt mit seinen religiösen Darstellungen, vornehmlich Kleinplastiken aus Buchsholz und Elfenbein. Zudem wurde er Schenck bekannt mit seinen umfangreichen Holzwerken für Altare, insbesondere Altarfiguren. Schenck war hauptsächlich während der Gegenreformation tätig, in der viele Kirchen und Klöster neu gestaltet wurden. Seine Arbeiten behandeln Themen wie das menschliche Leid und Reue.
In Konstanz wurde die Christoph-Daniel-Schenk-Straße nach ihm benannt.

## Werke

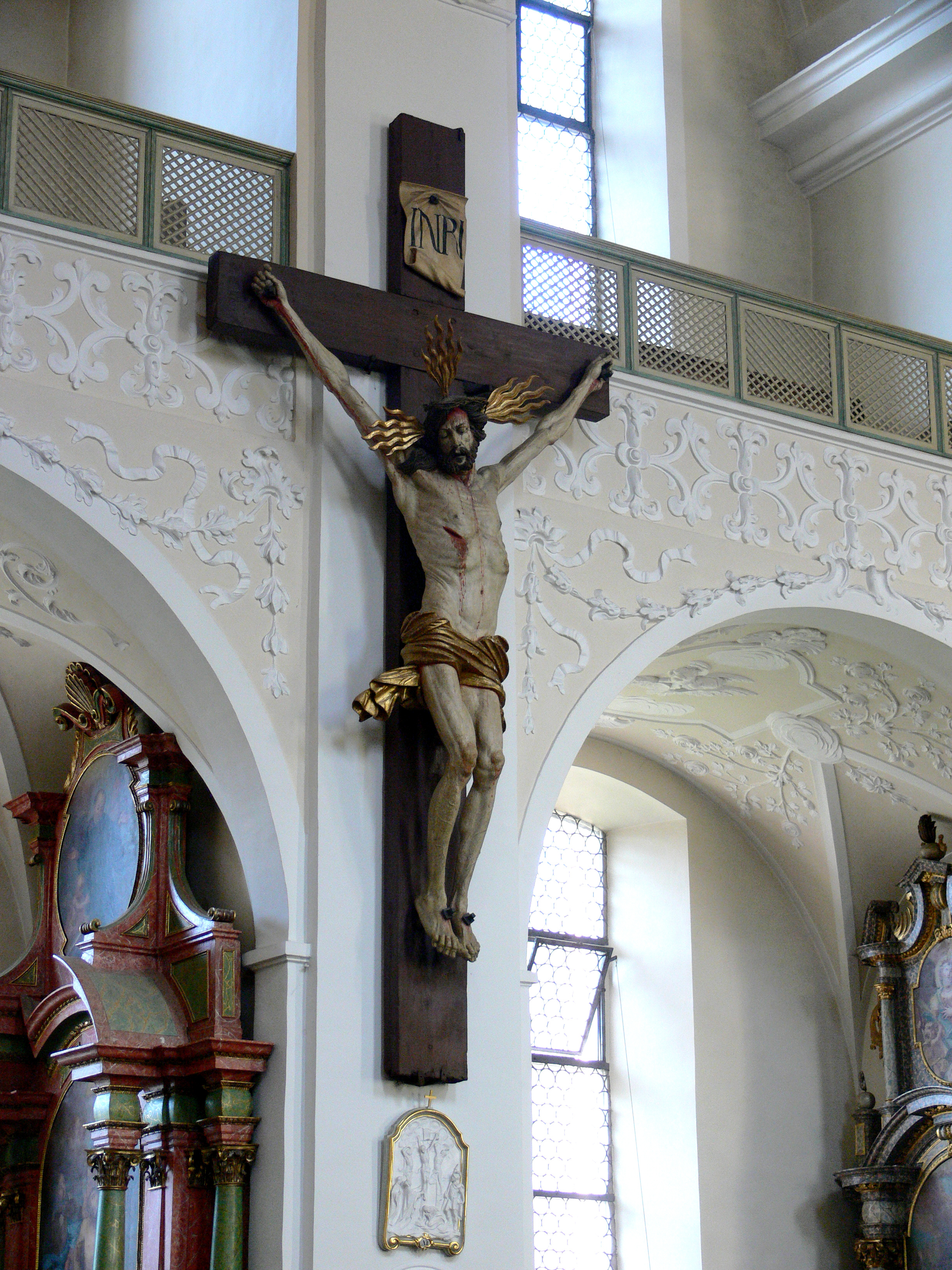
Missionskreuz in der Klosterkirche St. Trudpert

- Christus mit Engel außen am Turm der St.-Laurentius-Kirche in Tengen (um 1650)
- Der Erzengel Michael überwindet den Satan (um 1645/50 oder auch 1675)
- Samson (1670) im Augustinermuseum Freiburg
- Die büßende Magdalena (1679)
- Die Bekehrung des Paulus (1685)
- Die büßende Petrus (1679)
- Verspottung Christi (1685) im J. Paul Getty Museum, Los Angeles
- Epitaph im Chor der Stephanskirche in Lindau mit dem Grabdenkmal des Lindauers Valentin Heider
- Altar im nördlichen Querhaus (Thomaschor) im Konstanzer Münster